# Pandur I
Pandur I je obrněný transportér vyvinutý a vyráběný rakouskou společností Steyr-Daimler-Puch Spezialfahrzeuge (SSF). Pandur I byl vyvinut v 80. letech jako soukromý projekt, založený na vozidle Pegaso BMR-600. V roce 2003 byl Steyr-Daimler-Puch převzat koncernem General Dynamics a stal se součástí divize General Dynamics European Land Combat Systems (ELCS), která je mateřskou společností firem MOWAG a Santa Bárbara Sistemas. Pandur I byl ve výrobě nahrazen vylepšenou verzí Pandur II, která je nabízena v konfiguraci 6x6 a 8x8.

## Výzbroj
Základní varianta vozidla je vyzbrojena 12,7mm těžkým kulometem. Modulární design nicméně umožňuje vyzbrojit Pandur I řadou zbraňových systémů, včetně 20mm kanónu či dvoumístné věže s dělem ráže 90 mm.

## Uživatelé
- Belgie - 60
- Kuvajt - 70
- Rakousko - 71
- Slovinsko - 85
- Spojené státy americké - 50
- Ukrajina - Ukrajinské pozemní síly obdržely od Slovinska na jaře 2023 20 kusů licenční verze Valuk jako pomoc proti ruské agresi[2][3]